# Karel Matějka
Karel Matějka (17. června 1943 v Poličce – 15. března 2008 v Praze) byl český jaderný fyzik.
V 80. letech vedl pracovní kolektiv při budování experimentálního, výzkumného a výukového školního jaderného reaktoru VR 1 „Vrabec“. Ve své vědecké práci se dále věnoval otázkám experimentální neutronové a reaktorové fyziky, provozu jaderných zařízení, nakládání s vyhořelým jaderným palivem a jaderné bezpečnosti. Od roku 1991 byl vedoucím Katedry jaderných reaktorů Fakulty jaderné a fyzikálně-inženýrské ČVUT. Roku 1978 získal hodnost kandidáta matematicko-fyzikálních věd, v roce 1993 se habilitoval jako docent a v roce 2003 byl jmenován profesorem.
Byl činný též v životě Českobratrské církve evangelické, kde byl předsedou organizačního a právního odboru synodní rady; byl rovněž spoluzakladatelem a prvním předsedou občanského sdružení Exulant. Od roku 2005 byl čestným členem evangelického reformovaného sboru v polském Zelově.